# Ceratium brevearcuatum
Ceratium brevearcuatum is een soort in de taxonomische indeling van de Myzozoa, een stam van microscopische parasitaire dieren. Het organisme komt uit het geslacht Ceratium en behoort tot de familie Ceratiaceae. Ceratium brevearcuatum werd in 1976 ontdekt door Bohm.